# Диплатинакальций
Диплатинакальций — интерметаллид, бинарное неорганическое соединение платины и кальция с формулой CaPt2, кристаллы.

## Получение
- Восстановление порошкообразного оксида кальция, смешанного с порошком металлической платины, в потоке водорода при 1200 °C[1]:

{\displaystyle {\mathsf {2Pt+CaO+H_{2}\ {\xrightarrow {1200^{o}C}}\ CaPt_{2}+H_{2}O\uparrow }}}
- Прямая реакция в смеси порошкообразных простых веществ, взятых в стехиометрических количествах, в железном герметичном тигле при 1100 °C[2]:

{\displaystyle {\mathsf {2Pt+Ca\ {\xrightarrow {1100^{o}C}}\ CaPt_{2}}}}
Стандартная энергия Гиббса реакции образования ΔG° = −2,454(50)×105 + 9,3·T кДж/моль.

## Физические свойства
Диплатинакальций образует кристаллы кубической сингонии, пространственная группа F d3m, параметры ячейки a = 0,7629 нм, Z = 8, структура типа димедьмагния MgCu2 (фаза Лавеса).

## Применение
- Электродные катализаторы, используемые в топливных элементах[7].
- Используется в одном из методов очистки платины[8].
- Предложено использование соединения для получения металлического кальция высокой чистоты[2].